# Gabriel D'Ascanio
Gabriel Osvaldo D'Ascanio (Armstrong, Provincia de Santa Fe, Argentina; 6 de agosto de 1972) es un exfutbolista argentino. Jugaba como delantero y su primer equipo fue Rosario Central. Su último club antes de retirarse fue Técnico Universitario de Ecuador.

## Trayectoria
Siendo un promisorio futbolista juvenil, D'Ascanio tuvo su debut oficial en el equipo mayor de Rosario Central en la segunda fecha del Apertura 1990, cuando el 26 de agosto el canalla derrotó 2-0 a Deportivo Español. Dos jornadas más tarde convirtió en la victoria 2-1 ante Talleres de Córdoba, en el que sería su único gol con la casaca auriazul. A mediados de ese mismo torneo sufrió una fractura de tibia en cotejo ante San Lorenzo de Almagro, lo que a la larga terminaría afectando su rendimiento deportivo. En 1992 tuvo un paso por Argentinos Juniors, retornado a Central al año siguiente. Dejó la Academia a fines de 1993, totalizando 13 presencias en el club de Arroyito.
Prosiguió su carrera en el fútbol boliviano (Oriente Petrolero en 1994 y Blooming en 1995), para retornar a Argentina y ascender a Primera División con Unión de Santa Fe en la temporada 1995/96 del Nacional B. Nuevamente en el extranjero, se desempeñó en Ecuador; durante el segundo semestre de 1996 jugó en Olmedo, mientras que en 1997 lo hizo por Técnico Universitario.

## Clubes
| Club                    | País      | Año       |
| ----------------------- | --------- | --------- |
| Rosario Central         | Argentina | 1990-1992 |
| Argentinos Juniors      | Argentina | 1992      |
| Rosario Central         | Argentina | 1993      |
| Oriente Petrolero       | Bolivia   | 1994      |
| Blooming                | Bolivia   | 1995      |
| Unión de Santa Fe       | Argentina | 1995-1996 |
| Olmedo                  | Ecuador   | 1996      |
| Técnico Universitario   | Ecuador   | 1997      |
| Defensores de Armstrong | Argentina | 1999      |

## Selección nacional
Disputó el Mundial sub-17 de Escocia 1989; jugó tres partidos y marcó un gol ante Canadá. Su equipo resultó eliminado en cuartos de final

### Participaciones en Copas del Mundo
| Mundial                     | Sede    | Resultado        | PJ | G |
| --------------------------- | ------- | ---------------- | -- | - |
| Copa Mundial Sub-17 de 1989 | Escocia | Cuartos de final | 3  | 1 |

## Palmarés
| Título                     | Club              | País      | Año  |
| -------------------------- | ----------------- | --------- | ---- |
| Ascenso a Primera División | Unión de Santa Fe | Argentina | 1996 |